# Карташов Анатолій Миколайович
Карташов Анатолій Миколайович (5 травня 1937 — 17 січня 2005) — радянський ватерполіст.
Срібний призер Олімпійських Ігор 1960 року.